# 莱萨尔迪亚
莱萨尔迪亚（法語：Les Ardillats，法語發音：[le.z‿aʁdija]）是法国罗讷省的一个市镇，属于索恩河畔自由城区。

## 地理
莱萨尔迪亚（46°10'46"N, 4°32'26"E）面积23.1 平方千米，位于法国奥弗涅-罗讷-阿尔卑斯大区罗讷省，该省份为法国中东部省份，北起顺时针与索恩-卢瓦尔省、安省、里昂大都会、伊泽尔省和卢瓦尔省接壤。
与莱萨尔迪亚接壤的市镇（或旧市镇、城区）包括：普罗皮耶尔、圣迪迪耶叙博热、韦尔奈、博热、谢讷莱特、德格罗讷。

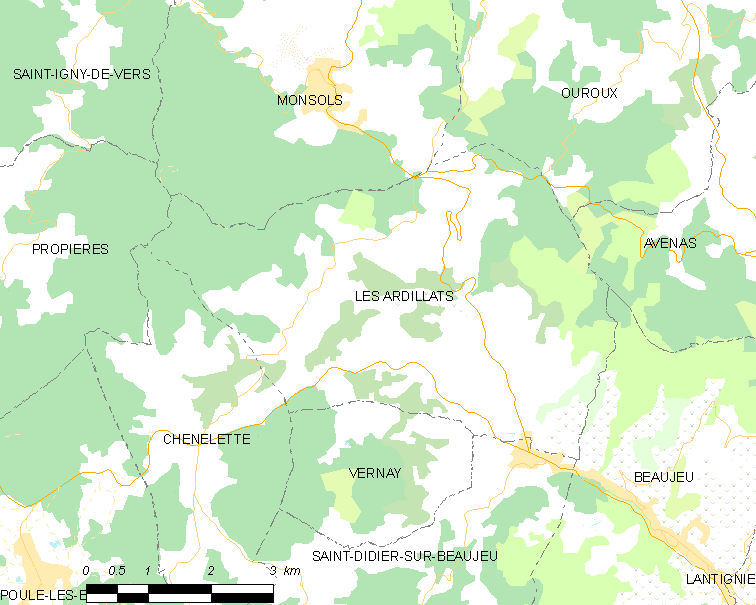
莱萨尔迪亚的OSM定位图

莱萨尔迪亚的时区为UTC+01:00、UTC+02:00（夏令时）。

## 行政
莱萨尔迪亚的邮政编码为69430，INSEE市镇编码为69012。

## 政治
莱萨尔迪亚所属的省级选区为博若莱地区贝尔维尔县。

## 人口

1962-2008年间莱萨尔迪亚人口变化图示

莱萨尔迪亚于2022年1月1日时的人口数量为616人。